# احساس مالکیت (فیلم ۱۹۲۵)
«احساس مالکیت» (انگلیسی: Jealousy (1925 film)) فیلمی در ژانر درام است که در سال ۱۹۲۵ منتشر شد. از بازیگران آن می‌توان به ورنر کراوس، گئورگ الکساندر، و آنجلو فراری اشاره کرد.